# Campeonato Africano de Atletismo de 2014 - 400 m masculino
A prova dos 400 metros masculino do Campeonato Africano de Atletismo de 2014 foi disputada entre os dias 10 e 12 de agosto de 2014 no Estádio de Marrakech  em Marrakech, no Marrocos. Participaram da prova 28 atletas. 

## Recordes
Antes desta competição, os recordes mundiais e do campeonato nesta prova eram os seguintes:
|                       | Nome            | Nacionalidade                  | Tempo  | Local     | Data                  |
| --------------------- | --------------- | ------------------------------ | ------ | --------- | --------------------- |
| Recorde mundial       | Michael Johnson | Estados Unidos                 | 43s 18 | Sevilha   | 26 de agosto de 1999  |
| Recorde do campeonato | Clement Chukwu  | Nigéria                        | 44s 65 | Dakar     | 20 de agosto de 1998  |
| Recorde africano      | Gary Kikaya     | República Democrática do Congo | 44s 10 | Estugarda | 9 de setembro de 2006 |

Os seguintes recordes foram estabelecidos durante esta competição:
| Data         | Evento | Atleta        | Nacionalidade | Tempo  | Notas                 |
| ------------ | ------ | ------------- | ------------- | ------ | --------------------- |
| 12 de agosto | Final  | Isaac Makwala | Botswana      | 44s 23 | Recorde do campeonato |

## Medalhistas
| Ouro                | Prata                   | Bronze                 |
| Isaac Makwala (BOT) | Wayde van Niekerk (RSA) | Boniface Mucheru (KEN) |

## Cronograma
Todos os horários são locais (UTC+1).
| Data         | Hora  | Evento    |
| ------------ | ----- | --------- |
| 10 de agosto | 19:40 | Bateria   |
| 11 de agosto | 19:40 | Semifinal |
| 12 de agosto | 18:40 | Final     |

## Resultados

### Bateria
Qualificação: 3 atletas de cada bateria (Q) mais os 4 melhores qualificados (q).
| Posição | Bateria | Atleta                | Nacionalidade      | Tempo | Notas  |
| ------- | ------- | --------------------- | ------------------ | ----- | ------ |
| 1       | 4       | Isaac Makwala         | Botswana           | 45.87 | Q      |
| 2       | 4       | Savior Kombe          | Zâmbia             | 46.07 | Q      |
| 3       | 3       | Pako Seribe           | Botswana           | 46.12 | Q      |
| 4       | 3       | Boniface Mucheru      | Quênia             | 46.58 | Q      |
| 5       | 1       | Wayde van Niekerk     | África do Sul      | 46.78 | Q      |
| 5       | 2       | Onkabetse Nkobolo     | Botswana           | 46.78 | Q      |
| 7       | 1       | Gyles Afoumba         | República do Congo | 46.80 | Q      |
| 8       | 1       | Kenenisa Hailu        | Etiópia            | 46.82 | Q      |
| 9       | 2       | Noah Akwu             | Nigéria            | 46.88 | Q      |
| 10      | 2       | Haji Turie            | Etiópia            | 46.90 | Q      |
| 11      | 2       | Mark Mutai            | Quênia             | 46.93 | q      |
| 12      | 4       | Younés Belkaifa       | Marrocos           | 46.96 | Q      |
| 13      | 3       | Mohamed Khwaja        | Líbia              | 46.98 | Q      |
| 14      | 4       | Daniel Gyasi          | Gana               | 47.07 | q      |
| 15      | 1       | Kwadwo Acheampong     | Gana               | 47.08 | q      |
| 15      | 4       | Denis Opio            | Uganda             | 47.08 | q      |
| 17      | 3       | Isah Salihu           | Nigéria            | 47.12 |        |
| 18      | 3       | Emmanuel Mwewa        | Zâmbia             | 47.26 |        |
| 19      | 2       | Diakalia Bamba        | Mali               | 47.31 |        |
| 20      | 1       | Solomon Buoga         | Quênia             | 47.41 |        |
| 21      | 4       | Abdulsalam Abutorkia  | Líbia              | 48.07 |        |
| 22      | 3       | Gebra Galcha          | Etiópia            | 48.24 |        |
| 23      | 1       | Cephas Nyimbili       | Zâmbia             | 48.67 |        |
| 24      | 3       | Mustapha Ghizlane     | Marrocos           | 49.51 |        |
| 25      | 3       | Yonas Amanuel         | Eritreia           | 51.49 |        |
| 26      | 2       | Alseny Conde          | Guiné              | 51.76 |        |
| 27      | 1       | Robert Simmons        | Nigéria            | DSQ   | R162.6 |
| 28      | 4       | Rodwell Leroy Ndhlovu | Zimbabwe           | DNS   |        |

### Semifinal
Qualificação: 3 atletas de cada bateria  (Q) mais os  2 melhores qualificados (q). 
| Posição | Bateria | Atleta            | Nacionalidade      | Tempo | Notas |
| ------- | ------- | ----------------- | ------------------ | ----- | ----- |
| 1       | 2       | Isaac Makwala     | Botswana           | 45.58 | Q     |
| 2       | 1       | Pako Seribe       | Botswana           | 45.62 | Q     |
| 3       | 2       | Savior Kombe      | Zâmbia             | 45.74 | Q     |
| 4       | 2       | Noah Akwu         | Nigéria            | 45.86 | Q     |
| 5       | 2       | Mohamed Khwaja    | Líbia              | 46.28 | q     |
| 6       | 1       | Boniface Mucheru  | Quênia             | 46.38 | Q     |
| 7       | 1       | Daniel Gyasi      | Gana               | 46.65 | Q     |
| 8       | 2       | Wayde van Niekerk | África do Sul      | 46.67 | q     |
| 9       | 2       | Mark Mutai        | Quênia             | 46.77 |       |
| 10      | 1       | Haji Turie        | Etiópia            | 46.90 |       |
| 11      | 1       | Younés Belkaifa   | Marrocos           | 47.07 |       |
| 12      | 1       | Gyles Afoumba     | República do Congo | 47.09 |       |
| 13      | 2       | Kwadwo Acheampong | Gana               | 47.86 |       |
| 14      | 2       | Kenenisa Hailu    | Etiópia            | 48.79 |       |
| 15      | 1       | Onkabetse Nkobolo | Botswana           | DNF   |       |
| 165     | 1       | Denis Opio        | Uganda             | DNS   |       |

### Final
| Posição           | Raia | Atleta            | Nacionalidade | Tempo | Notas                 |
| ----------------- | ---- | ----------------- | ------------- | ----- | --------------------- |
| Medalha de ouro   | 4    | Isaac Makwala     | Botswana      | 44.23 | Recorde do campeonato |
| Medalha de prata  | 2    | Wayde van Niekerk | África do Sul | 45.00 |                       |
| Medalha de bronze | 3    | Boniface Mucheru  | Quênia        | 45.07 |                       |
| 4                 | 5    | Savior Kombe      | Zâmbia        | 45.27 |                       |
| 5                 | 1    | Mohamed Khwaja    | Líbia         | 45.40 |                       |
| 6                 | 6    | Pako Seribe       | Botswana      | 45.50 |                       |
| 7                 | 7    | Noah Akwu         | Nigéria       | 46.40 |                       |
| 8                 | 8    | Daniel Gyasi      | Gana          | 46.94 |                       |

Legenda
| Recorde mundial       | Recorde mundial (World record)               |                       | Recorde africano                      | Recorde africano (African) |                                           | Q | Classificado por posição (Qualified) |
| Recorde do campeonato | Recorde do campeonato (Championship record)  | Recorde da América    | Recorde da América (Americas)         | q                          | Classificado por melhor tempo (Qualified) |   |                                      |
| Melhor marca do ano   | Melhor marca do ano (World leading)          | Recorde asiático      | Recorde asiático (Asian)              | DNS                        | Não largou (Did not start)                |   |                                      |
| Recorde nacional      | Recorde nacional (National record)           | Recorde europeu       | Recorde europeu (European)            | DNF                        | Não terminou (Did not finish)             |   |                                      |
| Recorde pessoal       | Recorde pessoal do atleta (Personal best)    | Recorde da Oceania    | Recorde da Oceania (Oceania)          | DSQ / DQ                   | Desclassificado (Disqualified)            |   |                                      |
| Recorde da temporada  | Recorde da temporada do atleta (Season best) | Recorde sul-americano | Recorde sul-americano (South America) | NM                         | Sem marca (No mark)                       |   |                                      |